# يزيد بن أبان الرقاشي
يزيد بن أبان الرقاشي أبو عمرو البصري من زهاد أهل البصرة، من التابعين، وراوي حديث ضعيف الرتبة رُمي بالقدر.

## روايته للحديث النبوي
- روى عن: أبيه أبان الرقاشي، وأنس بن مالك، والحسن البصري، وغنيم بْن قيس المازني، وقيس بْن عباية أبي نعامة الحنفي، وأبي الحكم البجلي.
- روى عنه: إِبْرَاهِيم العجلي، وإسماعيل بْن ذكوان، وإسماعيل بْن مسلم المكي، وأشعث بن سوار، وثابت بن عجلان، والحارث بْن عُبَيد بْن الطفيل بْن تمام التميمي، وحريث بن السائب، والحسن البصري وهو من شيوخه، والحسين بْن واقد المروزي، وحماد بن سلمة، وحوشب بْن عقيل، وخازم بْن الحسين أَبُو إسحاق الحسني، ودرست بْن زياد البزاز، والربيع بن صبيح، والرحيل بْن معاوية الجعفي، وسليمان الأعمش وهو من أقرانه، وسلام بن أبي مطيع، وصالح بن بشير المري، وصالح بْن عِمْران البكري، وصالح بْن كيسان وهو أكبر منه، وصفوان بن سليم وهو من أقرانه، وضرار بْن عَمْرو الملطي، وضمضم بن عمرو الغفاري الكناني، وأبو الزناد عَبد اللَّهِ بْن ذكوان وهُوَ من أقرانه، وعبد الله بن معقل البَصْرِيّ، وعبد الخالق بْن موسى اللقيطي، وعبد الرحمن بْن عَبد الله المسعودي، وعبد الرحمن بن عمرو الأوزاعي، وابنه عَبْد النور بْن يزيد الرقاشي، وعُبَيد الصيد، وعبيس بْن ميمون، وعتبة بْن أَبي حكيم، وعكرمة بْن عمار اليمامي، وعَمْرو بْن سعد الفدكي، وفضالة الشحام، وابن أخيه الفضل بن عيسى بن أبان الرقاشي، وقتادة وهو من أقرانه، وكنانة ابن جبلة السلمي الهروي، ومحمد بن المنكدر وهو من أقرانه، ومعتمر بن سليمان، وموسى بْن عُبَيدة الربذي، وهشام بن حسان، وهشام بْن سلمان المجاشعي، والهيثم بن جماز، وواقد بن سلامة، ويحيى بن كثير أَبُو النضر، وأبو رجاء الجروي.[2]
- الجرح والتعديل: قال محمد بن سعد البغدادي: «كان ضعيفًا قَدَريًّا»،[3] وقال محمد بن إسماعيل البخاري: «تكلم فيه شعبة.»، وقال شعبة بن الحجاج: «لإن يفعل الرجل بزنا خير لَهُ من أن يروي عَن أبان ويزيد الرقاشي» وقال عمرو بن علي الفلاس: «كَانَ يَحْيَى بْن سَعِيد لا يحدث عنه، وكَانَ عبد الرحمن بن مهدي يحدث عنه»، قَال أَبُو طالب: «سمعت أحمد بن حنبل يقول: لا يكتب حديث يزيد الرقاشي. قُلْتُ لَهُ: فلم ترك حديثه، لهوى كَانَ فيه؟ قال: لا، ولكن كَانَ منكر الحديث. وَقَال: شعبة يحمل عليه، وكان قاصًا.»، قال يحيى بن معين: «ضعيف، هو خير من أبان بن أبي عياش، رجل صالح وليس حديثه بشيءٍ»، وقال أبو حاتم الرازي: «كَانَ واعظا بكاء، كثير الرواية عَن أَنَس بما فيه نظر، صاحب عبادة، وفي حديثه ضعف»، وضعّفه أيضًا الحاكم النيسابوري والدارقطني والنسائي وأبو بكر البرقاني، وقال ابن عدي: «له أحاديث صالحة عَن أَنَس وغيره، وأرجو أنه لا بأس به لرواية الثقات عنه من البَصْرِيّين والكوفيين وغيرهم.»، روى له البخاري في الأدب المفرد، والترمذي، وابن ماجة.[2]

## وصلات خارجية
- حلية الأولياء وطبقات الأصفياء، للأصبهاني، من الطبقة الأولى من التابعين، يزيد بن أبان الرقاشي، 50: 55.
- صفة الصفوة، ابن الجوزي، جـ 2، صـ 171، طبعة دار الحديث، 2000م.